# Alfa Romeo 147

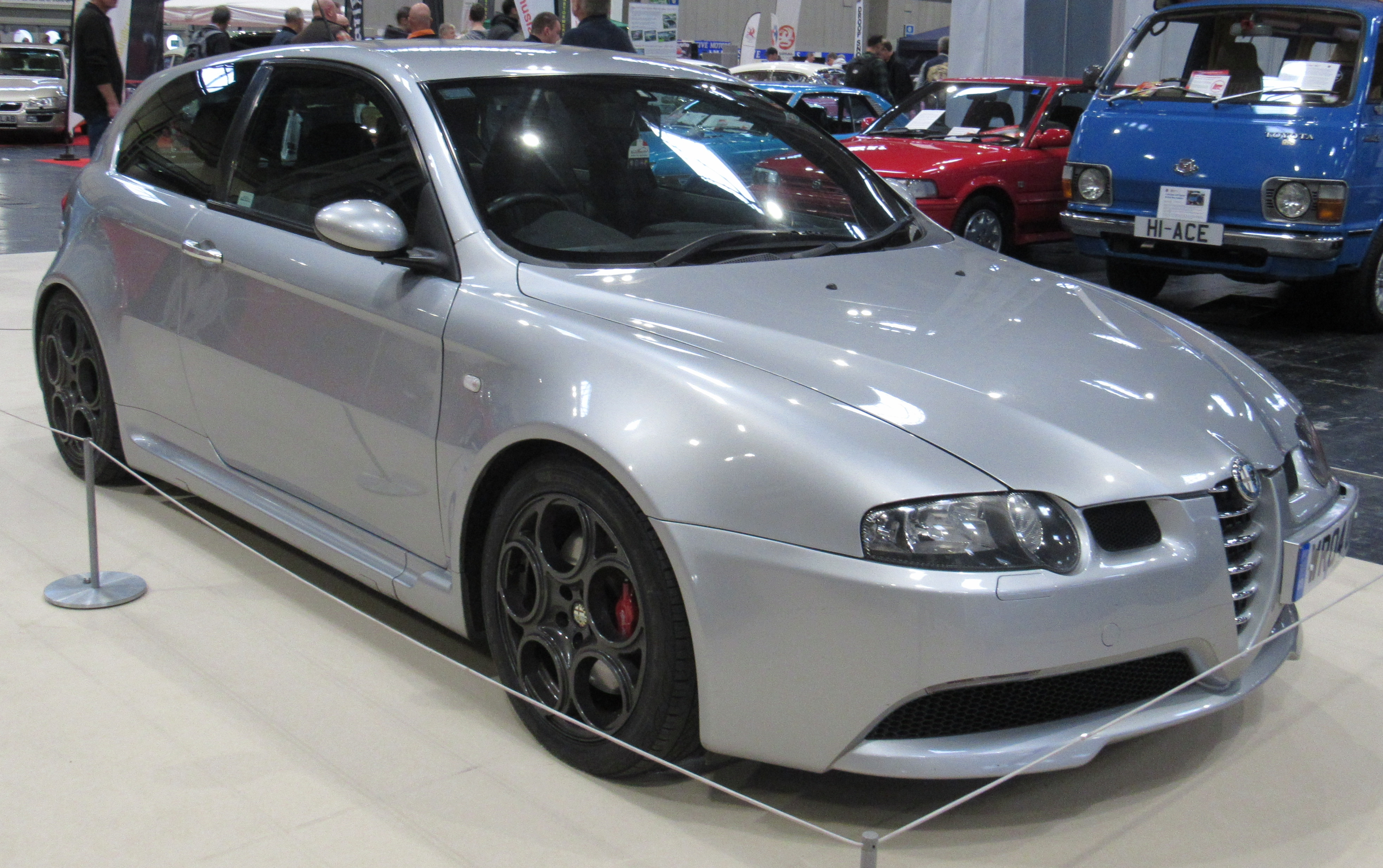
Alfa Romeo 147 GTA

O Alfa Romeo 147 é um automóvel do segmento C,lançado no mercado no ano 2000 pelo grupo Fiat Auto lasse, o prémio "Carro do ano em Europa" em 2001. Foi desenhado por Walter de Silva e Wolfgang Egger, e recebeu um facelift no fim de 2004, para aproximar-se da imagem do Alfa Romeo Brera e do 159. Foi, comercializado com as motorizações a gasolina: 1.6, 2.0 e 3.2 na versão GTA 2002 entre 2005 e na vertente diesel: 1.9 JTD 8V até 2005, 1,9 JTD 8V MJET e 1.9 JTD 16V MJET. A ultima versão a ser lançada foi em 2006, com o 147 1.9 JTD Q2 que incorpora um diferencial Torsen.
Os motores a gasolina são: Twin Spark (TS), isso quer dizer, que existem duas velas por cada cilindro, reduzindo assim os consumos e emissões de gases poluentes. Outra característica é o Variador de Fase, que serve para optimizar a curva de activação das válvulas de admissão e assim aumentar a curva de rendimento do motor.

## Especificações
| Motores a gasolina | Motores a gasolina | Motores a gasolina  | Motores a gasolina | Motores a gasolina | Motores a gasolina | Motores a gasolina | Motores a gasolina |
| Modelo             | Tipo de motor      | Disposição do motor | Potência           | Torque             | 0–100 km/h         | Velocidade máx.    | Anos de produção   |
| ------------------ | ------------------ | ------------------- | ------------------ | ------------------ | ------------------ | ------------------ | ------------------ |
| 1.6 TS             | I4                 | 1598 cc             | 105 cv             | 140 Nm @ 4200 rpm  | 10.6 s             | 190 km/h (118 mph) | 2000 - 2010        |
| 1.6 TS             | I4                 | 1598 cc             | 120 cv             | 146 Nm @ 4200 rpm  | 10.2 s             | 195 km/h (121 mph) | 2000 - 2010        |
| 2.0 TS             | I4                 | 1970 cc             | 150 cv             | 181 Nm @ 3800 rpm  | 9.3 s              | 208 km/h (129 mph) | 2000 - 2010        |
| 3.2 GTA            | V6                 | 3179 cc             | 250 cv             | 300 Nm @ 4800 rpm  | 6.3 s              | 250 km/h (155 mph) | 2002 - 2005        |
| Motores a diesel   |                    |                     |                    |                    |                    |                    |                    |
| Modelo             | Tipo de motor      | Disposição do motor | Potência           | Torque             | 0–100 km/h         | Velocidade máx.    | Anos de produção   |
| 1.9 JTD 8V         | I4                 | 1910 cc             | 100 cv             | 200 Nm @ 1750 rpm  | 12.1 s             | 183 km/h (114 mph) | -                  |
| 1.9 JTD 8V         | I4                 | 1910 cc             | 115 cv             | 275 Nm @ 2000 rpm  | 9.9 s              | 191 km/h (119 mph) | -                  |
| 1.9 JTD 8V M-Jet   | I4                 | 1910 cc             | 120 cv             | 280 Nm @ 2000 rpm  | 9.6 s              | 193 km/h (120 mph) | 2005 - 2010        |
| 1.9 JTD 16V M-Jet  | I4                 | 1910 cc             | 140 cv             | 305 Nm @ 2000 rpm  | 9.1 s              | 206 km/h (128 mph) | 2003 - 2010        |
| 1.9 JTD 16V M-Jet  | I4                 | 1910 cc             | 150 cv             | 305 Nm @ 2000 rpm  | 8.8 s              | 208 km/h (129 mph) | 2005 - 2010        |
| 1.9 JTD 16V M-Jet  | I4                 | 1910 cc             | 170 cv             | 330 Nm @ 2000 rpm  | 8.0 s              | 215 km/h (134 mph) | 2007 - 2010        |